# Ranissus collaris
Ranissus collaris är en insektsart som beskrevs av Alexander Fyodorovich Emeljanov 1998. Ranissus collaris ingår i släktet Ranissus och familjen Dictyopharidae. Inga underarter finns listade i Catalogue of Life.